# Rodney Rothman
Rodney Rothman é um roteirista, produtor de televisão, autor, produtor cinematográfico e cineasta americano. Como reconhecimento, foi nomeado ao Óscar 2019 na categoria de Melhor Filme de Animação por Spider-Man: Into the Spider-Verse (2018).